# فوكو بورزان
فوكو بورزان مواليد 9 أبريل 1994 في ستنيي، الجبل الأسود، هو لاعب كرة يد مونتينيغري يلعب كظهير أيسر. يلعب حاليا مع نادي فاردار لكرة اليد ويحمل الرقم 34. مثل منتخب الجبل الأسود لكرة اليد.

## سجل المنافسة
شارك في البطولات التالية:
- بطولة أوروبا لكرة اليد للرجال 2014
- بطولة أوروبا لكرة اليد للرجال 2016

## روابط خارجية
- فوكو بورزان على موقع الاتحاد الأوروبي لكرة اليد (الإنجليزية)